# Име моје
Име моје је други студијски албум српске поп певачице Јелене Томашевић. Издат је 1. јула 2015. године за City Records. За насловну нумеру снимљен је спот у ком се појавила глумица Нина Јанковић Дичић. Поред ове песме издвојиле су се и Вертиго и Да ми је да ми се врати. Аранжмане су радили Дарко Димитров и Алек Алексов.

## Списак песама
| №   | Назив                      | Текст                   | Музика                      | Трајање |  |
| 1.  | Име моје                   | Александра Милутиновић  | Александра Милутиновић      |         |  |
| 2.  | Радио свира за нас         | Александра Милуутиновић | Дарко Димитров              |         |  |
| 3.  | Човек мој                  | Александра Милутиновић  | Дарко Димитров              |         |  |
| 4.  | Ово није љубав             | Растко Аксентијевић     | Растко Аксентијевић         |         |  |
| 5.  | Кад не буде твоје љубави   | Растко Аксентијевић     | Растко Аксентијевић         |         |  |
| 6.  | Да ми је да ми се врати    | Сергеј Ћетковић         | Сергеј Ћетковић             |         |  |
| 7.  | Меланхолија                | Љиљана Јорговановић     | Рафаел Артесеро             |         |  |
| 8.  | Рано да верујеш            | Марина Туцаковић        | Растко Аксентијевић         |         |  |
| 9.  | Вертиго                    | Емина Јаховић           | Емина Јаховић               |         |  |
| 10. | Где та одем да те не волим | Јелена Трифуновић       | Тоше Проески                |         |  |
| 11. | Вертиго радио едит         | Емина Јаховић           | Емина Јаховић, Одул Ердоган |         |  |
| 12. | Лудо заблудо               | Урош Марковић           | Мари Мари                   |         |  |